# مدرسة جمال جميل (إب)
مدرسة جمال جميل هي مدرسة حكومية تقع في مدينة جبلة بمحافظة إب  وسميت بهذا الأسم نسبة للضابط العراقي جمال جميل الذي شارك في ثورة الدستور اليمنية عام 1948 والذي أعدم في ميدان التحرير بالعاصمة صنعاء.

## وصلات خارجية
1. ↑  خرائط جوجل – مدرسة جمال جميل (إب) (Map). رسم الخرائط من شركة جوجل. اطلع عليه بتاريخ 2013-06-23. {{استشهاد بخريطة}}: الوسيط غير المعروف |publisher-link= تم تجاهله (مساعدة)